# NGC 5027
NGC 5027 est une vaste galaxie spirale barrée située dans la constellation de la Vierge. Sa vitesse par rapport au fond diffus cosmologique est de 7 360 ± 22 km/s, ce qui correspond à une distance de Hubble de 108,6 ± 7,6 Mpc (∼354 millions d'al). NGC 5027 a été découverte par l'astronome britannique John Herschel en 1830.
La classe de luminosité de NGC 5027 est II. Selon la base de données Simbad, NGC 5027 est une radiogalaxie.